# One Chicago
One Chicago (antiguamente denominado One Chicago Square) es un conjunto de dos rascacielos situado en el barrio Near North Side de Chicago (Illinois, Estados Unidos). Tienen 296 y 175 metros de altura y la torre más alta es el octavo edificio más alto de Chicago.

## Historia
La parcela del edificio albergaba previamente un estacionamiento propiedad de la archidiócesis de Chicago. En 2016, la archidiócesis empezó a buscar una promotora con la que asociarse para construir un edificio en la parcela a través del banco de inversión Eastdil, centrado en el sector inmobiliario. El proyecto fue aprobado por la Comisión de Urbanismo de Chicago en 2018, y el edificio más alto fue coronado en 2021.
En abril de 2019, la promotora JDL Development anunció que habían cambiado el nombre del proyecto de «One Chicago Square» a «One Chicago» para conectar mejor el nombre del complejo con su dirección, 1 West Chicago Avenue.

## Diseño
One Chicago fue diseñado por Goettsch Partners y Hartshorne Plunkard Architecture. El complejo consta de dos torres conectadas por un podio central. Tras su finalización, la torre más alta se convirtió en el octavo edificio más alto de Chicago con 296 metros de altura y 76 plantas.

## Uso
One Chicago es un desarrollo de uso mixto, aunque principalmente residencial, con 812 viviendas. El complejo contiene 735 apartamentos de alquiler, 77 condominios, 5100 metros cuadrados de oficinas y 17 500 metros cuadrados de espacio comercial. Entre los establecimientos en el podio de las dos torres se encuentran un supermercado Whole Foods Market y un gimnasio Life Time, así como un restaurante de lujo y un centro de eventos concebido para albergar recepciones de las bodas celebradas en la vecina catedral del Santo Nombre.